# علي الجابري (ممثل)
علي الجابري (1974 -) هو ممثل إماراتي.

## مسيرته
بدء حياته المهنية في عام 1988. يعمل مع الكثير من المخرجين المعروفين منهم على سبيل المثال جواد الأسدي وأوني كارومي وناجي الحي. توجه في 2001 إلى الأفلام حيث ظهر من حينها في العديد من الأفلام القصيرة والروائية. «حلم» كان فيلمه الروائي الأول من إخراج هاني الشيباني 2005. أشهر أدواره كان في فيلم «الدائرة» لنواف الجناحي والذي لاقى استحسان كل من الجمهور والنقاد، والفيلم ذاته وُصف على أنه نقطة تحول في السينمات في الإمارات العربية المتحدة ودول الخليج. كذلك مثل في فيلم نواف الجناحي «ظل البحر» كما شارك في عدد من المسلسلات التلفزيونية. إلا أن علي ليس ممثل فقط ولكنه أيضاً مخرج. تم عرض أفلامه القصيرة صولو ودخان واستشاري ورزنامة في مهرجان دبي السينمائي الدولي ومهرجان الخليج ومهرجان أوهران السينمائي الجزائري. بالإضافة لذلك شارك في عدد كبير من المهرجانات مثل مهرجان كان السينمائي الدولي ومهرجان كاذان ومهرجان القارات الثلاث في نانتيس ومهرجان أفيجون المسرحي. كما أنه عضو في لجنة التحكيم في المرحلة قبل النهائية لمسابقة إيميز في فئة الدرامة في أبوظبي. كان علي الجابري السكرتير العام لمسابقة أفلام الإمارات خلال الفترة من 2001 وحتى 2009، يعمل حالياً مدير مسابقة أفلام الإمارات المقامة في إطار مهرجان أبوظبي السينمائي.

## أعماله

### المسلسلات التلفزيونية
- على موتها أغني 2010
- متعب القلب 2010
- أكون أو لا 2012

### في السينما
- زنزانة 2015
- ظل البحر 2011
- الدائرة 2009
- حلم 2005